# Yamazakia
Yamazakia, biljni rod iz porodice ljuborovki (Linderniaceae). Pripadaju mu dvije vrste u tropskoj i suptropskoj Aziji

## Opis
Jednogodišnje biljke. Rod je opisan u Austral. Syst. Bot. 31: 249 (2018) 

## Vrste
1. Yamazakia pusilla (Willd.) W.R.Barker, Y.S.Liang & Wannan
2. Yamazakia viscosa (Hornem.) W.R.Barker, Y.S.Liang & Wannan

## Sinonimi
- Tittmannia Rchb.; Ic. Bot. Exot. 1: 27. t. 38 (1824), nom. rej. [non Brongn. 1826, nom. cons.]